# Gephyrellula
Gephyrellula là một chi nhện trong họ Philodromidae.